# Extended Versions
Pour l'album de Ringo Starr, voir Extended Versions (album de Ringo Starr).
Albums de Little Feat
Under the Radar
(1998) Chinese Work Songs
(2000)
Extended Versions est un album live de Little Feat, sorti le 1er février 2000.

## Liste des titres
| No  | Titre                                | Auteur                          | Durée |
| --- | ------------------------------------ | ------------------------------- | ----- |
| 1.  | Let It Roll                          | Barrere, Kibbee, Payne          | 8:36  |
| 2.  | Feats Don't Fail Me Now              | Barrere, Kibbee, Payne          | 7:07  |
| 3.  | Fat Man in the Bathtub               | George                          | 6:33  |
| 4.  | Sailin' Shoes                        | George                          | 5:11  |
| 5.  | Hate to Lose Your Lovin'             | Barrere, Fuller                 | 4:26  |
| 6.  | All That You Dream                   | Barrere, Payne                  | 6:01  |
| 7.  | Oh, Atlanta                          | Payne                           | 5:11  |
| 8.  | Hoy Hoy (Or Blues Don't Tell It All) | Barrere, Murphy, Payne, Tackett | 4:23  |
| 9.  | Home Ground                          | Barrere                         | 5:31  |
| 10. | Eden's Wall                          | Barrere, Murphy, Payne          | 6:25  |

## Personnel

### Musiciens
- Paul Barrere : guitare, chant
- Sam Clayton : percussions, chant
- Shaun Murphy : chant, percussions
- Kenny Gradney : basse, chant
- Richard Hayward : batterie, chant
- Bill Payne : claviers, chant
- Fred Tackett : guitare, mandoline, trompette, chant